# حركة الأول من مارس
حركة الأول من مارس، المعروفة أيضًا باسم حركة سام-إل (بالهانغل: 삼일 운동، بالهانجا: 三一 運動)، هي حركة احتجاجية نفذها الشعب الكوري والطلاب للمطالبة بالاستقلال عن اليابان، واحتجاجًا على الضم القسري نحو طريقة الحياة اليابانية. أصدر 33 من القادة الثقافيين والدينيين الكوريين إعلانًا بدعم من آلاف الطلاب والمدنيين في سيول. كان هناك أكثر من 1000 مظاهرة في العديد من المدن الأخرى. قُمعت تلك المظاهرات بوحشية، إذ نقل المؤرخ الكوري بارك أون سيك عن مقتل 7500 وجرح 16000 وإلقاء القبض على 46 ألف. كانت هذه المظاهرات من بين أولى التصرفات العامة للمقاومة الكورية أثناء حكم اليابان لكوريا من عام 1910 إلى عام 1945. وقع الحدث في 1 مارس 1919، ومن هنا جاء اسم الحركة، التي تعني حرفيا حركة الثلاثة واحد أو «حركة أول مارس» بالكورية. يشار إليها أيضًا أحيانًا باسم مظاهرات مان سي.
حاليًا، يُحتفل بالأول من مارس باعتباره عطلة وطنية في جمهورية كوريا.

## خلفية
نشأت حركة سام إيل كرد فعل على الطبيعة القمعية للاحتلال الاستعماري في ظل الحكم العسكري الفعلي للإمبراطورية اليابانية بعد عام 1910، واستلهمت من النقاط الأربع عشرة التي تحدد الحق في تقرير المصير الوطني، الذي أعلنه الرئيس وودرو ويلسون في مؤتمر باريس للسلام في يناير 1918. بعد سماع نبأ خطاب ويلسون، نشر الطلاب الكوريون الذين يدرسون في طوكيو بيانًا يطالبون فيه بالتحرر من الحكم الاستعماري.
توفي الإمبراطور السابق كوجونغ في 21 يناير 1919. كان هناك شك واسع النطاق بأنه قد تعرض للتسميم، وهو أمر موثوق به لأن المحاولات السابقة (مؤامرة القهوة) كانت معروفة جيدًا، واغتيل قادة آخرون على يد عملاء يابانيين.

## الأحداث في كوريا
في الساعة الثانية صباحًا في 1 مارس 1919، اجتمع 33 ناشطًا شكلوا قلب حركة سام إيل في مطعم تايهواغوان في سيول؛ وقرأوا بصوت عال إعلان الاستقلال الكوري، الذي وضعه المؤرخ تشوي نام سون. خطط النشطاء في البداية للتجمع في حديقة تابغول في وسط مدينة سيول، لكنهم اختاروا موقعًا أكثر خصوصية خوفًا من أن يتحول التجمع إلى أعمال شغب. وقع قادة الحركة على الوثيقة وأرسلوا نسخة منها إلى الحاكم العام.
اتصل قادة الحركة هاتفيًا بمركز الشرطة المركزي لإبلاغهم بأفعالهم، واعتقلوا علنًا بعد ذلك.
قبل الإعلان الرسمي، نشرت كوريا أيضًا وبثت الشكاوى التالية، حتى يسمعها اليابانيون من خلال الصحف ووسائل الإعلام:
- التمييز من قبل الحكومة عند توظيف الكوريين مقابل اليابانيين؛ زعموا أنه لا يوجد كوريين يشغلون مناصب مهمة في الحكومة.
- تفاوت في جودة التعليم المقدم للشعبين الكوري والياباني.
- سوء المعاملة والتجاهل الصريح للكوريين من قبل المحتلين اليابانيين.
- كان المسؤولون السياسيون، من كوريا واليابان، متعجرفين.
- لا توجد معاملة خاصة للطبقة العليا أو العلماء الكوريين.
- كانت العمليات الإدارية معقدة للغاية وجرى تمرير قوانين جديدة بشكل متكرر جدًا بحيث يتعذر على عامة الناس اتباعها.
- الكثير من العمل الجبري الذي لم يكن يرغب فيه الشعب.
- كانت الضرائب باهظة للغاية وكان الشعب الكوري يدفع أكثر من ذي قبل، بينما كان يحصل على نفس القدر من الخدمات.
- استمر اليابانيون في مصادرة الأراضي لأسباب شخصية.
- أُجبر معلمو القرى الكورية على ترك وظائفهم لأن اليابانيين كانوا يحاولون قمع الثقافة والتعاليم الكورية.
- استغلال الموارد والعمالة الكورية لصالح اليابانيين. وجادلوا بأنه بينما كان الكوريون يعملون من أجل التنمية، فإنهم لم يجنوا ثمار عملهم.

وقد تأثرت هذه المظالم بشدة بإعلان ويلسون لمبدأ تقرير المصير على النحو المبين في خطابه النقاط الأربع عشرة.
مع استمرار نمو المظاهرات، لم تتمكن الشرطة المحلية والعسكرية اليابانية من السيطرة على الحشود. واستدعى المسؤولون اليابانيون المذعورون القوات العسكرية لقمع الحشود، بما في ذلك القوات البحرية. مع تزايد الاحتجاجات العامة، تحول القمع إلى العنف، ما أدى إلى مذابح يابانية ضد الكوريين وغيرها من الفظائع.
شارك ما يقرب من مليوني كوري في أكثر من 1500 مظاهرة. وقتلت قوات الشرطة والجيش الياباني عدة آلاف من الكوريين. ذكر بارك أون سيك الذي استُشهِد به بشكل متكرر التاريخ الدموي لحركة الاستقلال الكورية بقلم بارك اون سيك أن 7,509 أشخاص قتلوا، وجُرح 15,849، واعتقل 46,303. في الفترة من 1 مارس إلى 11 أبريل، أبلغ المسؤولون اليابانيون عن مقتل 553 شخصًا واعتقال أكثر من 12 ألف شخص. قالوا إن 8 من رجال الشرطة والجيش قتلوا، وأصيب 158. كعقوبة، أعدم بعض المتظاهرين الموقوفين علانية.
في يونيو 1920، كانت معركة بونجو دونج أول معركة واسعة النطاق بين ميليشيات الاستقلال الكورية والجيش الياباني في منشوريا.
في أكتوبر 1920، اندلعت معركة شيونغسانري في منشوريا بين مقاتلي الاستقلال الكوريين المنفيين والجيش الياباني.
في الذكرى المئوية الأخيرة لحركة الأول من آذار (مارس)، رفضت كوريا الشمالية المشاركة في المشروع المشترك للذكرى بسبب مسائل تتعلق بالمواعيد.

## التأثيرات
قدمت حركة الأول من مارس عاملاً مساعدًا لحركة الاستقلال الكورية، والتي كانت حاسمة في انتشار حركة استقلال كوريا إلى الحكومات المحلية الأخرى، بما في ذلك هيونغسيونغ. نظرًا للقمع اللاحق للناشطين ومطاردتهم من قبل اليابانيين، ذهب العديد من القادة الكوريين إلى المنفى في منشوريا وشنغهاي وأجزاء أخرى من الصين، حيث واصلوا أنشطتهم. كانت الحركة عاملاً مساعدًا لإنشاء الحكومة المؤقتة لجمهورية كوريا في شنغهاي في أبريل 1919. كما أثرت في نمو المقاومة اللاعنفية في الهند والعديد من البلدان الأخرى. شُكل جيش التحرير الكوري في وقت لاحق وسمحته له الحكومة القومية للصين بالعمل في الصين. خلال هذه الفترة، كان هناك حشد للنشطاء الكاثوليك والبروتستانت في كوريا، مع تشجيع النشاط بين المنفيين في الولايات المتحدة والصين وروسيا.
ردت الحكومة اليابانية على حركة الأول من مارس من خلال تصعيد قمعها للمعارضة ورفض الحركة باعتبارها حادث اضطراب عام عنيف في تشوسون مانسي. قبل الحاكم العام هاسيغاوا يوشيميتشي المسؤولية عن فقدان السيطرة (على الرغم من أن معظم الإجراءات القمعية التي أدت إلى الانتفاضة كانت موضع التنفيذ من قبل أسلافه)؛ وحلَّ محله سايتو ماكوتو. استُبدلت الشرطة العسكرية بقوة مدنية. كانت حرية الصحافة محدودة ويُسمح بها بموجب ما أطلق عليه السياسة الثقافية. عُكست العديد من هذه السياسات المتساهلة خلال الحرب الصينية اليابانية الثانية والحرب العالمية الثانية.
في 24 مايو 1949، حددت كوريا الجنوبية الأول من مارس عطلة وطنية. خصص الجنرال تشوي هونغ هوي النمط الأول من الأنماط الثلاثة التي دُربت بواسطة أحزمة التايكوندو السوداء من الدرجة الثالثة لحركة سام إيل.